# Бенинкаса, Хосе
Хосе́ Пе́дро Бенинка́са (исп. José Pedro Benincasa; 16 июня 1891, Монтевидео — 1959, там же) — уругвайский футболист, выступавший на позиции защитника, тренер. Чемпион Южной Америки 1917 года.

## Биография
Хосе Бенинкаса в составе футбольного клуба «Ривер Плейт» (ныне не существующего) четырежды выигрывал чемпионат Уругвая с 1908 по 1914 год. В этой команде Хосе выступал вместе со своим братом Мигелем, который в 1916—1917 годах также выступал за сборную Уругвая и дважды выиграл чемпионат Южной Америки.
В 1916 году Хосе на протяжении сезона выступал в Аргентине за «Боку Хуниорс». За «генуэзцев» в том году он провёл 16 матчей, в том числе 12 — в чемпионате Аргентины, три игры в рамках Кубка чести и одну товарищескую. Сыграв 7 января 1917 года в товарищеском матче против «Расинга», Бенинкаса вернулся в родной «Ривер Плейт», но вскоре перешёл в «Пеньяроль». За «угольщиков» Хосе выступал до завершения карьеры в 1931 году, пропустив сезон 1922 года. С «Пеньяролем» он ещё пять раз выигрывал чемпионат Уругвая.
На протяжении 10 лет, с 1918 по 1928 года, Хосе Бенинкаса был капитаном «Пеньяроля». В 1921 году Хосе играл за «Пеньяроль» совместно со своим старшим братом Мигелем.
Хосе Бенинкаса выступал за сборную Уругвая с 1910 по 1928 год, сыграв в 38 матчах «селесте». В четырёх встречах в 1914—1915 годах Хосе выводил национальную команду с капитанской повязкой, то есть фактически в то время считался играющим тренером.

## Титулы
- Чемпион Уругвая по футболу (9): 1908, 1910, 1913, 1914, 1918, 1921, 1924 (ФУФ), 1926, 1928
- Чемпион Южной Америки (1): 1917